# 島牧村
島牧村（日语：／ Shimamaki mura */?）是日本北海道後志綜合振興局西南部的村莊，隸屬於島牧郡。村內的大平山被指定為自然環境保護地區。島牧村在古代因捕撈鯡魚而繁榮，現今當地盛行以刺網捕撈比目魚、遠東多線魚，以及用套網捕撈鮭魚、章魚、蝦等海產。當地致力於利用當地景觀發展觀光，村內也有很多兼當直銷店和民宿的漁屋。
名稱源自阿伊努語的「suma-ko-mak-i」（背後有岩石的地方）或「suma-oma-i」（有石頭的地方）。

## 歷史
- 1872年：設置永豐村戶長役場。
- 1906年4月1日：千走村、永豐村、江泥邊村、原歌村合併成東島牧村，本目村、輕臼村、歌島村合併成西島牧村，並同時成為北海道二級村。[6]（2村）
- 1956年9月30日：東島牧村和西島牧村合併為島牧村。

## 交通

### 道路
| 一般國道 - 國道229號 | 道道 - 北海道道523號美川黑松內線 - 北海道道836號島牧美利河線 |

### 巴士
- 二世古巴士

## 觀光景點

### 觀光
- 狩場茂津多道立自然公園
- 賀老瀑布（日本瀑布百選）
- 江之島海岸（日本海岸百選）
- 賀老山毛櫸原生林（面積10,700公頃，為全日本最大）
- 歌島高原
- 島牧風力農場（風力發電廠）
- 本目海岸
- 大平海岸
- 本目岬燈塔
- 茂津多岬燈塔（海抜290公尺，全日本最高的燈塔）
- 茂津多岬

## 教育

### 中學校
- 島牧村立島牧中學校

### 小學校
- 島牧村立島牧小學校

## 本地出身的名人
- 田頭博昭：室蘭工業大學校長
- 田中直樹：設計師
- 中田雅史：歌手

## 外部連結
- （日語）島牧商工會
- （日語）島牧商工會青年部
- （日語）島牧漁業協同組合遊漁船部會